# یک نگاه
یک نگاه فیلمی به کارگردانی هایک کاراکاش محصول سال ۱۳۳۱ است.

## خلاصه داستان
بیمارستان دچار حریق می‌شود و مادری چون نمی‌تواند بین دو نوزاد، فرزند وقعی‌اش را بیابد، هر دو را می‌پذیرد ولی همیشه کنجکاو است که فرزند واقعی‌اش را بشناسد. به خصوص زمانی که یکی از آن‌ها هوشنگ را موجودی شرور و دیگری را مهربان و انسان می‌بیند. بالاخره او به واقعیت پی می‌برد. روزی یکی از آن‌ها دیگری را غرقه در خون می‌سازد. آن زمان است که او فرزند واقعی خود را می‌شناسد.